# José Solís Ruiz

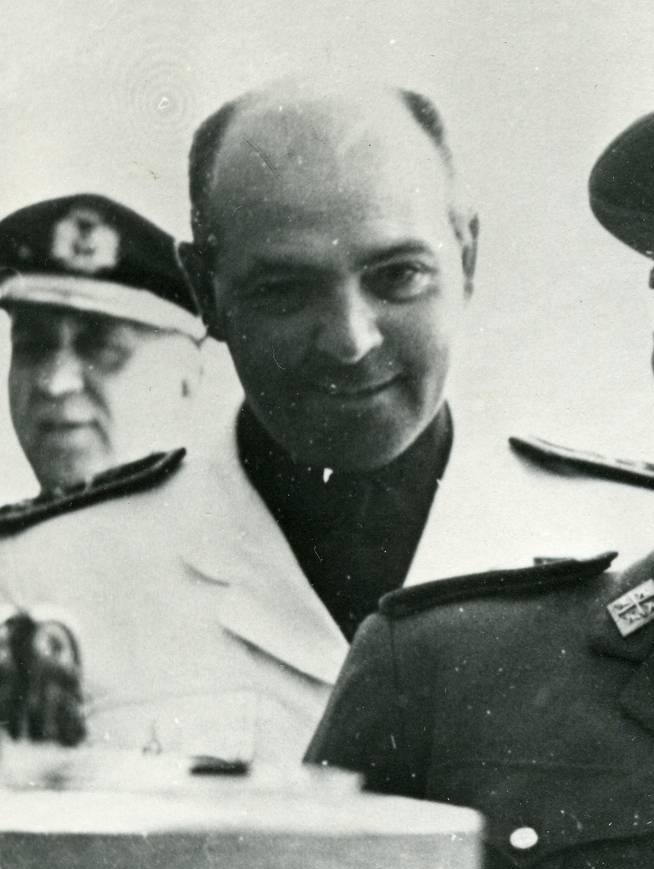
José Solís Ruiz

José Solís Ruiz (Cabra 27 september 1913 - Madrid 30 mei 1990) was een Spaans falangistisch politicus en vakbondsman.

## Biografie
Hij studeerde rechten en sloot zich aan het begin van de jaren dertig aan bij de fascistische Falange Española. Hij was lid van het partijbestuur en organisator van Metaalwerkersbond die gelieerd was aan de Falange. Tijdens de Spaanse Burgeroorlog (1936-1939) koos hij de zijde van de nationalisten onder generaal Francisco Franco en bereikte de rang van tweede luitenant. Na de oorlog was hij werkzaam als militair jurist en trad op als aanklager tegen de antifascistische opstandelingen (Spaanse maquis) in 1941. Daarnaast was hij vele jaren voorzitter (vanaf 1951) van de overkoepelende (en enige toegestane) vakvereniging Sindicato Vertical. In die laatste functie trachtte hij tevergeefs om internationale erkenning te verkrijgen voor de Sindicato Vertical zodat de vakvereniging kon participeren binnen de Internationale Vakcentrale. Wel slaagde hij er in om een aantal voormalige anarcho-syndicalisten over te halen om zich aan te sluiten bij de Sindicato Vertical.
Solís was van 1948 tot 1951 civiel gouverneur van Pontevedra en in 1951 korte tijd van Guipúzcoa. Van 1957 tot 1969 vervulde hij de functie van minister-secretaris-generaal van de FET y de las JONS; hij bekleedde deze post eveneens in 1975. Van 1975 tot 1976, kort na de dood van Franco, was hij minister van Arbeid. Hij was daarnaast vele jaren lid van de Cortes.
José Solís Ruiz overleed op 76-jarige leeftijd in 1990.